# 漠地林莺
漠地林莺（学名：Curruca nana），又称荒漠林莺、亚洲漠地林莺、亞洲漠林鶯，为鶲科莺属的鸟类，體長約 11 公分。该物种的模式产地在埃及。

## 特征
漠地林莺体重约8.7克，翼长约56.1毫米，嘴峰长约10.5毫米，喙宽度约2.5毫米，喙厚度约2.6毫米，跗蹠长约17.8毫米，尾长约50.5毫米。漠地林莺在其分布区内为留鸟，其栖息在开放的沙漠中，食性为肉食性，主要食物来源是陆生无脊椎动物。

## 分布
里海至蒙古和中国西部；越冬于非洲东北部、印度。在中国大陆，分布于新疆、内蒙古等地。该物种的模式产地在埃及。